# Stuart Williams
Stuart Grenville Williams (9. juli 1930 - 5. november 2013) var en walisisk fodboldspiller (forsvarer) fra Wrexham.
Efter at have startet sin karriere hos Wrexham F.C. i sin hjemby spillede Williams stort set hele sin karriere i England, hvor han repræsenterede henholdsvis West Bromwich Albion og Southampton. Længst tid tilbragte han hos West Bromwich, som han var tilknyttet i hele 12 sæsoner, og som han blandt andet vandt FA Cuppen med i 1954.
Williams spillede desuden 43 kampe for det walisiske landshold. Han var en del af landets trup til VM i 1958 i Sverige, Wales' eneste VM-deltagelse nogensinde. Han spillede alle holdets fem kampe i turneringen, hvor waliserne nåede frem til kvartfinalen, der dog blev tabt med 1-0 til de senere verdensmestre fra Brasilien.

## Titler
Engelsk FA Cup
- 1954 med West Bromwich Albion